# Allium yosemitense
Allium yosemitense är en amaryllisväxtart som beskrevs av Alice Eastwood. Allium yosemitense ingår i släktet lökar, och familjen amaryllisväxter. Inga underarter finns listade i Catalogue of Life.